# Paral·lel 69° sud
El paral·lel 69° sud és una línia de latitud que es troba a 69 graus sud de la línia equatorial terrestre. Travessa l'oceà Antàrtic i l'Antàrtida.

## Geografia
En el sistema geodèsic WGS84, al nivell de 69° de latitud sud, un grau de longitud equival a 40,010 km; la longitud total del paral·lel és de 14.404 km, que és aproximadament 36,0% de la de l'equador, del que es troba a 7.657 km i a 2.345 km del pol Sud

## Arreu del món
A partir del Meridià de Greenwich i cap a l'est, el paral·lel 69° sud passa per: 
| Coordenades                              | País. Territori o mar | Notes |
| ---------------------------------------- | --------------------- | --- |
| 69° 0′ S, 0° 0′ E / 69.000°S,0.000°E     | Antàrtida             | Terra de la Reina Maud, reclamat per Noruega |
| 69° 0′ S, 0° 8′ E / 69.000°S,0.133°E     | Oceà Antàrtic         | |
| 69° 0′ S, 33° 11′ E / 69.000°S,33.183°E  | Antàrtida             | Territori Antàrtic Australià, reclamat per Austràlia                                                                                            |
| 69° 0′ S, 35° 4′ E / 69.000°S,35.067°E   | Oceà Antàrtic         | Badia de Lützow-Holm |
| 69° 0′ S, 39° 46′ E / 69.000°S,39.767°E  | Antàrtida             | Territori Antàrtic Australià, reclamat per Austràlia                                                                                            |
| 69° 0′ S, 74° 55′ E / 69.000°S,74.917°E  | Oceà Antàrtic         | Badia de Prydz |
| 69° 0′ S, 78° 10′ E / 69.000°S,78.167°E  | Antàrtida             | Territori Antàrtic Australià, reclamat per Austràlia · Terra Adèlia, reclamat per França · Territori Antàrtic Australià, reclamat per Austràlia |
| 69° 0′ S, 156° 0′ E / 69.000°S,156.000°E | Oceà Antàrtic         | |
| 69° 0′ S, 71° 47′ O / 69.000°S,71.783°O  | Antàrtida             | Illa d'Alexandre I, reclamat per Argentina, Xile i Regne Unit                                                                                   |
| 69° 0′ S, 70° 5′ O / 69.000°S,70.083°O   | Oceà Antàrtic         | Badia Margarida |
| 69° 0′ S, 67° 34′ O / 69.000°S,67.567°O  | Antàrtida             | Península Antàrtica, reclamat per Argentina, Xile i Regne Unit                                                                                  |
| 69° 0′ S, 59° 15′ O / 69.000°S,59.250°O  | Oceà Antàrtic         | Mar de Weddell |
| 69° 0′ S, 1° 23′ O / 69.000°S,1.383°O    | Antàrtida             | Terra de la Reina Maud, reclamat per Noruega |